# 引針藝術
引針藝術，更確切地說是一個可執行性玩具Pinscreen，由沃德·弗萊明發明，並獲美國專利 。迄今此玩具全球已售出超過5000萬件，由沃德·弗萊明發明的垂直立體影像螢幕，一個盒裝表面由引針矩陣列組成，引針可以自由地和獨立地前後滑動，在一個螢幕上建立一個三維影像，其他市場上名稱有稱之為「Pin Pressions」和「Pinhead」。 Pinscreens以前也應用在電影動畫。
Pinscreen玩具曾經用金屬引針。因為金屬引針比較重和容易彎曲，新Pinscreen玩具通常使用塑膠引針。

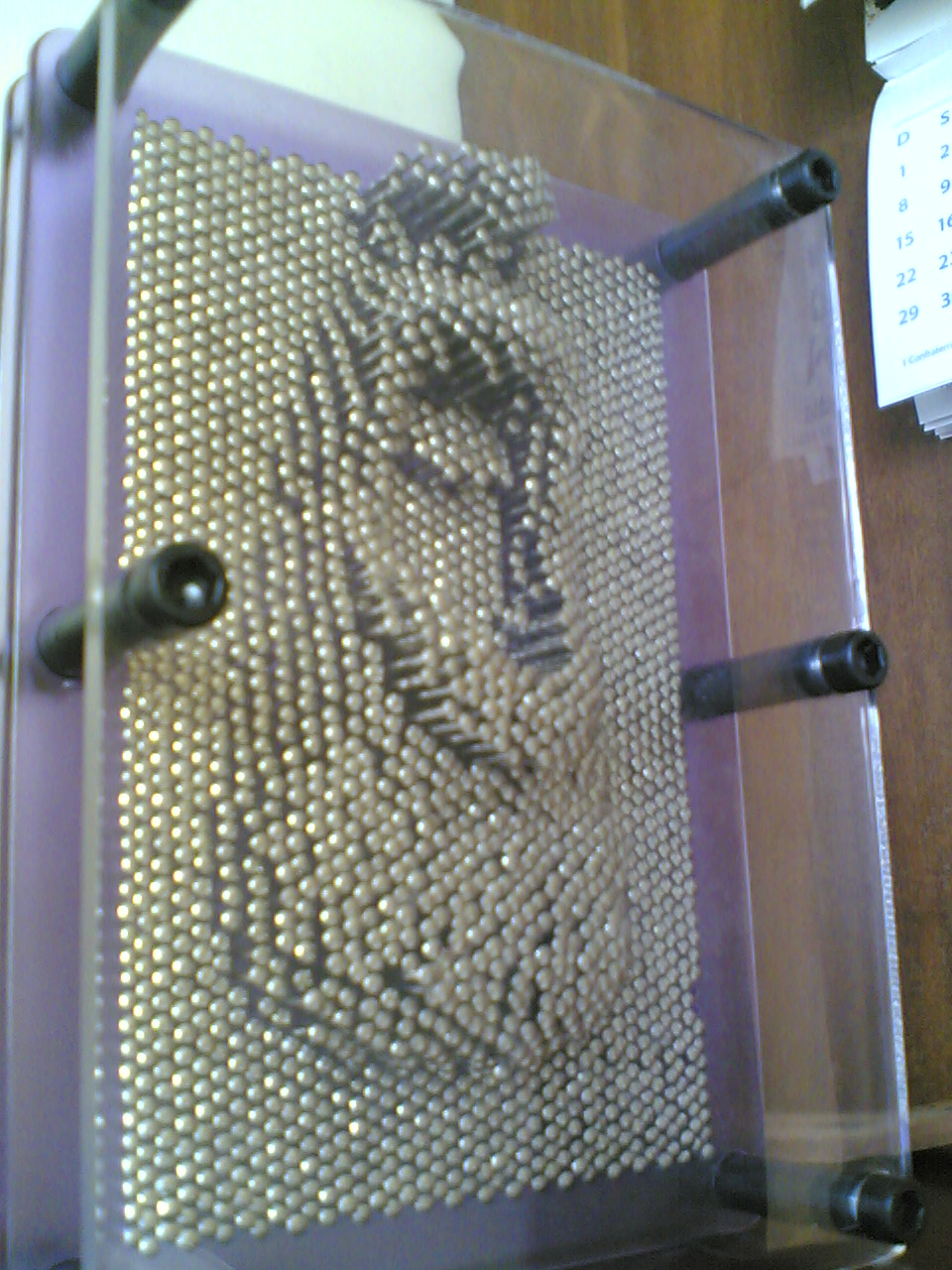

## 沃德·弗莱明的Pinscreen的最新发展
4英尺x8英尺巨型Pinscreen，于2010年4月由位于瑞士Winterthur的科学中心TECHNORAMA收藏并展示。这是一个很大的屏幕，更像是一个大型的3D绘图板，其立体影像可与书法名家或雕塑名家作品效果相媲美。